# Lesley Roy
Lesley Roy (1986. november 28. –) ír énekes, dalszövegíró Balbrigganből. Kezdetben, 2006-ban egy független kiadónál énekelt, majd átszerződött az amerikai Jive Recordshoz. Bemutatkozó Unbeautiful albumát 2008-ban adták ki, melynek vezető producere Max Martin volt. Az albumról kiadott Unbeautiful kislemez bekerült az amerikai rádiók top 40-es slágerlistájába. Közben átváltott zeneírásra és felfigyelt rá Marc Jordan a Rebel One Publishing-tól, aki Rihanna karrierjélt is elindította, és aki a Rebel One Management & Publishing tulajdonosa. Szövegíróként Roy nemzetközi sikert ért el olyan művészekkel, mint Adam Lambert, Miss Montreal, Medina, Jana Kramer, Marlee Scott, Deorro, Anish Sood és Brendan Murray. 2019-ben Lesleyt választották ki, hogy az általa írt és Robert Marvin, Catt Gravitt valamint Tom Shapiro által megkomponált dallal ő képviselje Írországot a 2020-as Eurovíziós Dalfesztiválon. A Covid19-pandémia miatt a 2020-as versenyt nem tartották meg, ennek ellenére a dal az ír top 20-on belül a 12. helyre ért fel. Royt választották ki a 2021-es versenyre is, ahol a verseny azon szabálya szerint, mely alapján nem indulhatnak kétszer ugyanazzal a dallal, új dalt választottak, mely a Maps lett.

## Unbeautiful(2008–2009)
A Jive Records A&R-től Jeff Fenster felfigyelt Roy munkájára a HitQuartersnél, és beleegyezett, hogy közösen finanszírozzák Roy első albumát. A debütáló, Unbeautiful című lemezt 2008. szeptember 30-án adták ki. A Soundscan szerint az Unbeautifulból 45.000 lemez fogyott és 350.000 alkalommal töltötték le digitálisan. A lemez a Billboard Top Heatseekers sikerlistáján az 5. helyig jutott. Az elsőnek megjelent "I'm Gone, I'm Going" című kislemezét az AC rádiók lejátszási listája szerint a 48. legtöbbször adták le a 2008. június 24-ig tartó héten. Ezután a 36. lett a Billboard Hot Adult Top 40 és 61. a Billboard Pop 100 Airplay slágerlistáján. Az "I'm Gone, I'm Going" lett az MTV Exiled show-műsorának a zenéje, és szerepelt a The Hills egyik epizódjában is. Roy 2008. július 18-án szerepelt az FNMTV–n, ahol legújabb klipjét mutatták be. Az "I'm Gone, I'm Goingot" a Rock Band 2 kiemelte, hogy érdemes letölteni.
Második kislemeze az "Unbeautiful" lett, amin az album címadó dala szerepelt. A Billboard Pop 100 Airplay slágerlistáján 39. lett, és szerepelt a The Hills egyik epizódjában is. A "Thinking Out Loud" szintén szerepelt a The Hillsben. A "Slow Goodbye-t" Katy Perryvel közösen írta. Az Unbeautiful szövegeit Roy többek között a következő szerzőkkel írta: Max Martin, Dr. Luke, Rami Yacoub, Savan Kotecha, Desmond Child, Dave Hodges, Emanuel Kiriakou, Kara DioGuardi, Greg Wells, Mitch Allen és Andreas Carlsson. Szintén megemlítendő, hogy az Unbeautifult Chris Lord-Alge mixelte. 2009 elején Roy támogatta az American Idol egyik elődöntőse, David Archuleta 32 városos turnéját. 2009-ben ír gyökereire emlékezve Roy felvette a U2 "Where the Streets Have No Names" című  számának egy feldolgozását, ami szerepelt a New York City Marathonnak a világ minden tájára eljutó közvetítésében.

## Dalszerzés (2010–napjainkig)
A Wide Eyed Entertainmentnél dolgozó Benjamin Tischker vezetése alatt Roy leszerződött Marc Jordan Rebel One Publishingjával, mely akkor készítette a Wal-Mart debütáló művészének, Ashlyne Huffnak az első három számát, melyek a 2011. június 7-én megjelent Let It Out című lemezen szerepeltek. Miközben Huff albumán dolgozott, összeállt több nagy tehetséggel, melyek között ott volt a The Writing Camp, Eric Bellinger és Jerrod Bettis. 2012. április 13-án Miss Montreal holland énekes dalszövegíró megjelentette I Am Hunter című lemezét, melynek dalai közül hármat, köztük a címadó "I Am Huntert" is Roy írt. A lemez a holland slágerlistán 28. lett. Roy társírója volt a köbvetkező, "Better When It Hurts" és "Everything" című kislemezeknek is. 2012. május 15-én Adam Lambert amerikai énekes megjelentette Trespassing című második stúdió albumát, mely vezető helyen indított a US Billboard 200 slágerlistáján, és a rajta szereplő "Pop That Lock" dalnak köszönhetően ez lett Roy első olyan közös szerzeménye, mely a slágerlistát vezette.
Roy összedolgozott a DEEKAY produkciós csapattal, Tim McEwannel és Johannes Jørgensennel a "Waiting for Love-on", melyet Medina az Európában 2012. június 1-én az EMI-on keresztül megjelent Forever albumra rakott fel. Szintén ebben a hónapban Roy két country száma is megjelent, ahol társíró volt. A "Goodbye Californiát" a One Tree Hill amerikai színészével és country énekessel Jana Kramerrel közösen írta a debütáló albumára. Ezután ismét csatlakozott a Desmond Childhoz, ahol részben megírta a "Rhinestone in the Rough" számot a kanadai country énekes, dalszerző Marlee Scott Beautiful Maybe című albumára. 2016-ban ő volt a vezető vokalista az Ember Moon westernfilm bevezető zenéjénél.

## Eurovíziós Dalfesztivál
2020. március 5-én az RTÉ bejelentette, hogy Royt választották ki, ő fogja képviselni Írországot a 2020-as Eurovíziós Dalfesztiválon, ahol Story of My Life című számát adja elő. 2020. május 12-én az első elődöntőben szerepelt volna, de 2020. március 18-án a folyamatban lévő Covid19-pandémia miatt lemondták az eseményt. 2020. december 17-én bejelentették, hogy a 2021-es Eurovíziós Dalfesztiválon is Roy képviseli Írországot, ezúttal egy új dallal. A versenydalt, a Mapst 2021. február 26-án mutatták be.

## Magánélete
Roy 2010 óta házas, felesége amerikai.

## Diszkográfia

### Albumok
| Cím         | Részletek                                                      | Legjobb helyezés |
| Cím         | Részletek                                                      | US Heat.         |
| ----------- | -------------------------------------------------------------- | ---------------- |
| Unbeautiful | - Megjelent: 2008. szeptember 30. - kiadó: Jive - Formátum: CD | 5                |

### Kislemezek
| "I'm Gone, I'm Going"                                                                                          | 2008 | —  | —  | 85 | —  | 48 | Unbeautiful         |
| "Unbeautiful"                                                                                                  | 2008 | —  | 14 | 53 | 31 | —  | Unbeautiful         |
| "Hang On" | 2016 | —  | —  | —  | —  | —  | Nem album kislemeze |
| "Blood on Your Hands"                                                                                          | 2016 | —  | —  | —  | —  | —  | Nem album kislemeze |
| "Free the Flame (Ember Moon)"                                                                                  | 2016 | —  | —  | —  | —  | —  | Nem album kislemeze |
| "Story of My Life"                                                                                             | 2020 | —  | —  | —  | —  | —  | Nem album kislemeze |
| "Gold" | 2020 | —  | —  | —  | —  | —  | Nem album kislemeze |
| "Maps" | 2021 | 76 | —  | —  | —  | —  | Nem album kislemeze |
| A "—" azt jelenti, hogy az adott kislemez nem került fel a slágerlistára, vagy az adott helyen nem jelent meg. |      |    |    |    |    |    |                     |

## Zeneszerzői diszkográfia
| Év   | Művész        | Album           | Ének                      | A következőkkel közösen:                                  |
| ---- | ------------- | --------------- | ------------------------- | --------------------------------------------------------- |
| 2011 | Ashlyne Huff  | "Let It Out"    | "Let It Out"              | Ashlyne Huff, Jerrod Bettis, Shari Short, Noel Zancanella |
| 2011 |               |                 | "Own the Night"           | Eric Bellinger, Evan "Kidd" Bogart, Gregory Ogan          |
| 2011 |               |                 | "Runaway"                 | David "DQ" Quiñones, Evan "Kidd" Bogart, Ramon Reo Owen   |
| 2012 | Adam Lambert  | Trespassing     | "Pop That Lock"           | Adam Lambert, Robert Marvin, Josh Crosby, Nate Campany    |
| 2012 | Miss Montreal |                 | "I am Hunter"             | Nate Campany, Sanne Hans                                  |
| 2012 |               |                 | "Better When It Hurts"    | Sanne Hans                                                |
| 2012 |               | I Am Hunter     | "Everything"              | Nate Campany, Josh Crosby Sanne Hans                      |
| 2012 | Medina        | Forever         | "Waiting for Love"        | Tim McEwan & Johannes Jørgensen                           |
| 2012 | Jana Kramer   | Jana Kramer     | "Goodbye California"      | Jana Kramer, Josh Crosby és Catt Gravitt                  |
| 2012 | Marlee Scott  | Beautiful Maybe | "Rhinestone in the Rough" | Desmond Child & Barry Dean                                |

## Fordítás
- Ez a szócikk részben vagy egészben  a   Roy Lesley című német Wikipédia-szócikk fordításán alapul.  Az eredeti cikk szerkesztőit annak laptörténete sorolja fel. Ez a jelzés csupán a megfogalmazás eredetét és a szerzői jogokat jelzi, nem szolgál a cikkben szereplő információk forrásmegjelöléseként.